# 四維正十一胞體
在四維空間幾何學中，正十一胞體是四維空間的一種自身對偶的抽象正多胞形，由11個二十面體半形組成。

## 性質
四維正十一胞體共有11個胞、55個面、55條邊和11個頂點，其對偶多胞體為自己本身，是一個自身對偶的多胞體。其具有射影線性群 L2(11) 的對稱性，因此其對稱性階數為660。
四維正十一胞體的每個頂點都是三個二十面體半形的公共頂點，因此在施萊夫利符號中，四維正十一胞體可以用{3,5,3}表示，但是此種表示法有歧義，會與正二十面體堆砌衝突，其胞二十面體半形在施萊夫利符號中亦與正二十面體{3,5}衝突，因此有時會將四維正十一胞體的施萊夫利符號以 {{3,5}5,{5,3}5} 表示。

## 歷史
1977年時，布蘭科·格林鲍姆嘗試將二十面體半形邊與邊組合起來，直到形成封閉區域，因而發現了四維正十一胞體。1984年時，考克斯特在更深入研究對稱性時也發現了四維正十一胞體，兩人都是獨立發現四維正十一飽體。
著名物理學家弗里曼·戴森也對這種形狀十分感興趣，並在一篇文章說道：“柏拉圖知道這件事應該會很高興。”

## 相關多胞體
十維正十一胞體的正投影圖，包含11個頂點和55條邊。
這個四維的抽象十一胞體的邊數與十維正十一胞體的邊數一樣多，且含其面數165的三分之一。因此，在十維空間中可以被描繪為正圖形，不過它的胞是扭歪多面體，換句話說，每個胞的每一個頂點並不位於同一個歐式三維子空間中。

## 外部連結
- J. Lanier, Jaron’s World. Discover, April 2007, pp 28-29.（页面存档备份，存于）
- Klitzing, Richard. . bendwavy.org.